# Seznam chráněných území v okrese Prostějov
Toto je seznam chráněných území v okrese Prostějov aktuální ke konci roku 2020.
| Kód  | Obrázek                                                    | Typ | Název                    | Rozloha (ha) | Galerie Commons                                                                  | Popis území | Souřadnice                       |
| ---- | ---------------------------------------------------------- | --- | ------------------------ | ------------ | -------------------------------------------------------------------------------- | --- | -------------------------------- |
| 1244 |                                                            | PR  | Andělova zmola           | 8,62         | Kategorie „Andělova zmola“ na Wikimedia Commons                                  | Doubrava s podrostem mechů a lišejníků. | 49°32′30″ s. š., 17°3′19″ v. d.  |
| 1014 | Popis obrazku                                              | PR  | Blátka                   | 19,25        | Kategorie „Blátka“ na Wikimedia Commons                                          | Lokalita řady chráněných druhů rostlin. | 49°24′14″ s. š., 17°4′20″ v. d.  |
| 2429 |                                                            | PP  | Brániska                 | 1,94         | Kategorie „Brániska“ na Wikimedia Commons                                        | Travnatá step s řadou významných druhů. | 49°28′47″ s. š., 16°59′57″ v. d. |
| 899  | Popis obrazku                                              | PP  | Brus                     | 37,88        | Kategorie „Brus (natural monument)“ na Wikimedia Commons                         | Krajinářsky hodnotné území s mozaikou políček, luk, pastvin a starých sadů spolu s druhově bohatou bylinnou a křovinnou formací. | 49°32′27″ s. š., 17°0′53″ v. d.  |
| 1201 |                                                            | PR  | Bučina u Suché louky     | 7,53         | Kategorie „Bučina u Suché louky“ na Wikimedia Commons                            | Zbytek přirozené bučiny ve smrkové monokultuře. | 49°30′23″ s. š., 16°51′41″ v. d. |
| 5842 |                                                            | PP  | Čechy pod Kosířem        | 0,27         | Kategorie „Castle in Čechy pod Kosířem“ na Wikimedia Commons                     | Biotop evropský významného druhu vrápence malého. | 49°33′ s. š., 17°2′19″ v. d.     |
| 2471 |                                                            | PP  | Čubernice                | 2,29         | Kategorie „Čubernice“ na Wikimedia Commons                                       | Suťový svah se stepní vegetací. | 49°28′24″ s. š., 17°1′17″ v. d.  |
| 2480 |                                                            | PP  | Dolní vinohrádky         | 3,73         | Kategorie „Dolní vinohrádky“ na Wikimedia Commons                                | Ostrůvek teplomilné květeny (lýkovec vonný, hořec křížatý, hvězdnice chlumní, konvalinka vonná) aj. | 49°27′10″ s. š., 17°3′22″ v. d.  |
| 1456 | Hamerská stráň                                             | PP  | Hamerská stráň           | 0,57         | Kategorie „Hamerská stráň“ na Wikimedia Commons                                  | Křovinatá stráň s teplomilnými společenstvy. | 49°28′9″ s. š., 16°58′25″ v. d.  |
| 1252 |                                                            | NPP | Hrdibořické rybníky      | 39,84        | Kategorie „Hrdibořické rybníky“ na Wikimedia Commons                             | Na zrašelinělých půdách vznikly Velký a Malý rybník a jako následek drobné těžby rašeliny čtyři další malá jezírka. | 49°29′5″ s. š., 17°13′26″ v. d.  |
|      | Přírodní park Kladecko                                     | PřP | Kladecko                 | 3 554        | Kategorie „Kladecko“ na Wikimedia Commons                                        | | 49°38′11″ s. š., 16°50′53″ v. d. |
| 1216 | Kněží hora                                                 | PR  | Kněží hora               | 4,92         | Kategorie „Kněží hora (nature reserve, Prostějov District)“ na Wikimedia Commons | Ostrůvek teplomilné a vlhkomilné květeny | 49°27′12″ s. š., 17°1′13″ v. d.  |
| 1246 | Kopaniny                                                   | PP  | Kopaniny                 | 12,38        | Kategorie „Kopaniny (natural monument)“ na Wikimedia Commons                     | Lokalita trličníku brvitého, refugium obojživelníků. | 49°21′29″ s. š., 17°3′2″ v. d.   |
| 6125 | Státní lom                                                 | NPP | Kosířské lomy            | 23,52        | Kategorie „Kosířské lomy“ na Wikimedia Commons                                   | Území s výskytem ekosystémů suchých trávníků, luk, pastvin, skal a drolin s biotopy vzácných a ohrožených druhů rostlin a živočichů; geologický profil a naleziště zkamenělin prvohorní fauny a krasových jevů v souvrství devonských vápenců. | 49°31′42″ s. š., 17°5′7″ v. d.   |
| 1217 | Kozí horka                                                 | PP  | Kozí horka               | 1,18         | Kategorie „Kozí horka“ na Wikimedia Commons                                      | Zbytek travnaté stepi s teplomilnou květenou. | 49°28′19″ s. š., 16°58′44″ v. d. |
| 1199 |                                                            | PR  | Lipovské upolínové louky | 6,27         | Kategorie „Lipovské úpolínové louky“ na Wikimedia Commons                        | Bohatá lokalita upolínu nejvyššího. | 49°31′59″ s. š., 16°50′13″ v. d. |
| 1202 |                                                            | PP  | Louky pod Skalami        | 2,60         | Kategorie „Louky pod Skalami“ na Wikimedia Commons                               | Mokřadní ostřicové louky s bohatou květenou. | 49°29′17″ s. š., 16°48′26″ v. d. |
| 1245 |                                                            | PP  | Na hůrkách               | 4,13         | Kategorie „Na hůrkách“ na Wikimedia Commons                                      | Pastviny s bohatou teplomilnou květenou. | 49°30′40″ s. š., 17°0′23″ v. d.  |
| 1012 |                                                            | PP  | Na Kozénku               | 0,59         | Kategorie „Na Kozénku“ na Wikimedia Commons                                      | Lokalita sasanky lesní. | 49°37′1″ s. š., 16°50′52″ v. d.  |
| 1213 | Chráněné území uprostřed obce Niva                         | PP  | Návesní niva             | 0,86         | Kategorie „Návesní niva (natural monument)“ na Wikimedia Commons                 | Podmáčené louky s bohatou květenou a zvířenou (obojživelníci). | 49°26′28″ s. š., 16°51′23″ v. d. |
| 1251 | Nebeský rybník                                             | PP  | Nebeský rybník           | 6,36         | Kategorie „Nebeský rybník“ na Wikimedia Commons                                  | Zarostlý rybník – útočiště vodního ptactva a obojživelníků. | 49°25′53″ s. š., 16°52′38″ v. d. |
| 1214 | Podmáčená část území PP Nivské louky                       | PP  | Nivské louky             | 4,59         | Kategorie „Nivské louky (natural monument)“ na Wikimedia Commons                 | Mokřady s vlhkomilnou flórou a faunou. | 49°26′47″ s. š., 16°51′33″ v. d. |
| 5653 | Ohrozim-Horka                                              | PP  | Ohrozim-Horka            | 0,11         | Kategorie „Ohrozim-Horka“ na Wikimedia Commons                                   | Biotop čolka velkého. | 49°29′29″ s. š., 17°0′36″ v. d.  |
| 5848 |                                                            | PP  | Otaslavice – kostel      | 0,04         | Kategorie „Otaslavice-kostel“ na Wikimedia Commons                               | Biotop evropsky významného netopýra velkého. | 49°23′8″ s. š., 17°4′8″ v. d.    |
| 900  | Pavlečkova skála                                           | PP  | Pavlečkova skála         | 1,25         | Kategorie „Pavlečkova skála“ na Wikimedia Commons                                | Kulmské jílovité břidlice. Teplomilná vegetace s význačnými druhy: koniklec velkokvětý, trávnička prodloužená, rozrazil rozprostřený, ostřice nízká aj.                                                                                        | 49°27′44″ s. š., 16°58′47″ v. d. |
| 1203 |                                                            | PP  | Pod Liščím kupem         | 1,44         | Kategorie „Pod Liščím kupem“ na Wikimedia Commons                                | Ostřicová lada s bohatým porostem prstnatce májového. | 49°30′10″ s. š., 16°48′56″ v. d. |
| 1215 | Pod Obrovou nohou                                          | PP  | Pod Obrovou nohou        | 19,26        | Kategorie „Pod Obrovou nohou“ na Wikimedia Commons                               | Pestrá mozaika luk, pastvin a lesíků se suchomilnou květenou a bohatou avifaunou. | -                                |
| 1250 |                                                            | PR  | Pod Švancarkou           | 0,66         | Kategorie „Pod Švancarkou“ na Wikimedia Commons                                  | Zbytek přirozené bikové bučiny s typickým podrostem. | 49°32′36″ s. š., 16°44′32″ v. d. |
| 1218 | Přírodní památka Pod zápovědským kopcem                    | PP  | Pod zápovědským kopcem   | 23,26        | Kategorie „Pod zápovědským kopcem“ na Wikimedia Commons                          | Úsek meandrujícího toku Romže se zachovalými břehovými porosty. | 49°29′45″ s. š., 17°3′50″ v. d.  |
| 2066 |                                                            | PP  | Pohorská louka           | 1,42         | Kategorie „Pohorská louka“ na Wikimedia Commons                                  | Mokřadní louky s cennými společenstvy rašelinných luk, komplex mokřadních biotopů. | 49°33′36″ s. š., 16°45′27″ v. d. |
| 5718 |                                                            | PP  | Protivanov               | 2,69         | Kategorie „Protivanov (natural monument)“ na Wikimedia Commons                   | Biotop modráska bahenního. | 49°29′26″ s. š., 16°50′39″ v. d. |
| 1013 |                                                            | PR  | Průchodnice              | 20,71        | Kategorie „Průchodnice“ na Wikimedia Commons                                     | Skalisko budované devonským vápencem s jeskyní a dvěma branami. | 49°39′27″ s. š., 16°53′9″ v. d.  |
| 1196 |                                                            | PP  | Rašeliniště v Klozovci   | 3,43         | Kategorie „Rašeliniště v Klozovci“ na Wikimedia Commons                          | Lesní rašeliniště s porosty rašeliníku a ostřic. | 49°31′0″ s. š., 16°49′23″ v. d.  |
| 1248 |                                                            | PR  | Rudka                    | 21,00        | Kategorie „Rudka (Prostějov District)“ na Wikimedia Commons                      | Smíšený les přirozeného složení s bohatým podrostem. | 49°37′54″ s. š., 16°52′27″ v. d. |
| 1249 |                                                            | PP  | Skalky                   | 0,60         | Kategorie „Skalky (natural monument, Prostějov District)“ na Wikimedia Commons   | Skalnaté návrší se smíšeným lesem a bohatým bylinným podrostem. | 49°38′3″ s. š., 16°52′41″ v. d.  |
| 1200 |                                                            | PR  | Skály                    | 12,03        | Kategorie „Skály (Drahanská vrchovina)“ na Wikimedia Commons                     | Lesní porost složením velmi blízký lesním porostům tohoto vegetačního stupně, území je rovněž biocentrem regionálního významu. | 49°29′30″ s. š., 16°47′41″ v. d. |
| 1079 |                                                            | PR  | Skelná Huť               | 10,09        | Kategorie „Přírodní rezervace Skelná Huť“ na Wikimedia Commons                   | Mokré louky se vzácnou květenou. | 49°28′7″ s. š., 16°48′3″ v. d.   |
| 1455 |                                                            | PP  | Skřípovský mokřad        | 2,89         | Kategorie „Skřípovský mokřad“ na Wikimedia Commons                               | Mokřadní louky s tůněmi, výskyt vzácného zevaru nejmenšího, refugium obojživelníků. | 49°35′22″ s. š., 16°49′42″ v. d. |
| 1752 |                                                            | PP  | Studený kout             | 6,32         | Kategorie „Studený kout“ na Wikimedia Commons                                    | Lokalita mravenišť (Formica rufa). | 49°33′2″ s. š., 17°3′50″ v. d.   |
| 440  |                                                            | NPR | Špraněk                  | 102,29       | Kategorie „Špraněk“ na Wikimedia Commons                                         | Krasové území s jeskyněmi s bohatou výzdobou (část Javoříčského krasu). | 49°40′5″ s. š., 16°54′38″ v. d.  |
| 1078 |                                                            | PP  | Taramka                  | 25,36        | Kategorie „Taramka“ na Wikimedia Commons                                         | Zbytky květnatých a bikových bučin. | 49°38′49″ s. š., 16°54′15″ v. d. |
| 3371 |                                                            | PR  | Terezské údolí           | 85,75        | Kategorie „Terezské údolí“ na Wikimedia Commons                                  | Soubor biotopů, tvořený menadrující říčkou Šumicí v inverzním zaříznutém údolí, luční nivou, údolními jasanoolšovými luhy a teplomilnou rozvolněnou doubravou na jižních svazích údolí s populacemi ohrožených druhů rostlin a živočichů.      | 49°35′42″ s. š., 17°1′32″ v. d.  |
| 1226 |                                                            | PP  | U nádrže                 | 2,39         | Kategorie „U nádrže“ na Wikimedia Commons                                        | Mokřady poblíž vodní nádrže s bohatou květenou, útočiště obojživelníků. | 49°38′11″ s. š., 16°50′53″ v. d. |
| 2171 |                                                            | PP  | U žlíbku                 | 0,50         | Kategorie „U Žlíbku“ na Wikimedia Commons                                        | Ochrana louky s cenným společenstvem hořečku českého (Gentianella bohemica) na acidofilních suchých trávnících svazu Violion caninae. | 49°28′26″ s. š., 16°48′54″ v. d. |
| 1077 |                                                            | PR  | Uhliska                  | 15,97        | Kategorie „Uhliska“ na Wikimedia Commons                                         | Enkláva mokřadních luk uprostřed polních kultur s bohatou květenou. | 49°32′16″ s. š., 16°47′50″ v. d. |
| 1195 | V chaloupkách                                              | PP  | V chaloupkách            | 4,61         | Kategorie „V chaloupkách“ na Wikimedia Commons                                   | Přírodní rezervace a meništní louka s bohatou květenou, hl. mečík střechovitý. | 49°32′42″ s. š., 16°47′5″ v. d.  |
|      | Pohled na Velký Kosíř ze silnice od Přemyslovic do Pěnčína | PřP | Velký Kosíř              | 1 960        | Kategorie „Nature park Velký Kosíř“ na Wikimedia Commons                         | | 49°32′54″ s. š., 17°3′42″ v. d.  |
| 1197 |                                                            | PR  | Vitčický les             | 97,26        | Kategorie „Vitčický les“ na Wikimedia Commons                                    | Lesní porost složením velmi blízký lesním porostům tohoto vegetačního stupně. Cenné je i bylinné patro se zastoupením brčálu menšího, konvalinky vonné, kokoříku mnohokvětého aj.                                                              | 49°18′10″ s. š., 17°14′39″ v. d. |
| 523  |                                                            | NPP | Za Hrnčířkou             | 5,62         | Kategorie „Za Hrnčířkou“ na Wikimedia Commons                                    | Společenstva acidofilních suchých trávníků a populace vzácných a ohrožených druhů rostlin ostřice přítupé a koniklece velkokvětého | 49°29′12″ s. š., 16°59′24″ v. d. |

## Zrušená chráněná území
| Kód  | Obrázek           | Typ | Název                                      | Rozloha (ha) | Galerie Commons                                                             | Popis území                                                                                              | Souřadnice                       |
| ---- | ----------------- | --- | ------------------------------------------ | ------------ | --------------------------------------------------------------------------- | --- | -------------------------------- |
| 1247 | Pod Panským lesem | PP  | Pod Panským lesem                          | 0,81         | Kategorie „Pod Panským lesem“ na Wikimedia Commons                          | Vlhká louka s hojným výskytem upolínu evropského. Ochrana území zanikla v roce 2014.                     | 49°29′29″ s. š., 16°51′59″ v. d. |
| 1198 |                   | PP  | Prameniště Hamerského potoka U velké jedle | 5,00         | Kategorie „Prameniště Hamerského potoka U velké jedle“ na Wikimedia Commons | Komplex lesních pramenišť s porosty olše a vlhkomilného podrostu. Ochrana území zanikla v roce 2012.     | 49°30′30″ s. š., 16°48′9″ v. d.  |
| 685  | Růžičkův lom      | NPP | Růžičkův lom                               | 1,32         | Kategorie „Růžičkův lom“ na Wikimedia Commons                               | Paleontologické naleziště fosilií. Od roku 2017 chráněno jako NPP Kosířské lomy.                         | 49°31′41″ s. š., 17°5′7″ v. d.   |
| 684  | Státní lom        | NPP | Státní lom                                 | 0,57         | Kategorie „Státní lom“ na Wikimedia Commons                                 | Paleontologické naleziště devonských fosilií. Od roku 2017 chráněno jako NPP Kosířské lomy.              | 49°31′53″ s. š., 17°5′8″ v. d.   |
| 1253 | Údolí Velké Hané  | PP  | Údolí Velké Hané                           | 31,93        | Kategorie „Údolí Velké Hané (natural monument)“ na Wikimedia Commons        | Říční údolí, refugium obojživelníků, plazů a ptactva. Ochrana území zanikla v roce 2014.                 | 49°24′32″ s. š., 16°53′28″ v. d. |
| 1243 |                   | PP  | Vápenice                                   | 19,02        | Kategorie „Vápenice (nature monument)“ na Wikimedia Commons                 | Území je tvořeno několika typy velmi cenných společenstev. Od roku 2017 chráněno jako NPP Kosířské lomy. | 49°32′25″ s. š., 17°5′32″ v. d.  |